# Northwood (metrostation)
Northwood is een station van de metro van Londen aan de Metropolitan Line. Het metrostation, dat in 1887 is geopend, ligt in de wijk Northwood.

## Geschiedenis
Op 1 september 1887 verlengde de Metropolitan Railway (MR), de latere Metropolitan Line, haar westlijn van Pinner naar het dorp Rickmansworth in Hertfordshire met onderweg een station bij Northwood. Op 15 maart 1899 begon ook de treindienst van de Great Central Railway GCR deze te gebruiken toen haar lijn uit Rugby bij Aylesbury op de MR werd aangesloten. De GCR nam echter in 1906 eigen sporen naar tussen Aylesbury en Marylebone ten zuiden van Harrow in gebruik uit ontevredenheid met het gemengde bedrijf van metro en trein. In 1915 kwam de reclame-afdeling van MR met de naam Metroland voor het plan om mensen uit het centrum van Londen naar nieuw te bouwen wijken, onder meer rond Northwoord, in het landelijke Middlesex te laten verhuizen.
In het interbellum voerde de MR een moderniseringsprogramma door, in het kader hiervan werd in 1925 de lijn ten oosten van Rickmansworth geëlektrificeerd. In de jaren vijftig van de 20e eeuw werd, naar aanleiding van de bevolkingsgroei ten westen van Rickmansworth, een extra dubbelspoor gelegd parallel aan de metrosporen. Deze sporen werden tussen juni 1958 en juli 1962 gebouwd en meteen geëlektrificeerd. Zodoende konden de sneldiensten van de metro en de voorstadsdiensten met dieseltreinstellen van/naar Marylebone, Northwood passeren zonder het overige metroverkeer te hinderen. In 1974 werden de eerste uitgewerkte plannen voor crossrail openbaar. In deze plannen zou Crossrail een tak naar Aylesbury krijgen via de extra sporen uit 1962 tussen Harrow en Rickmansworth. Northwood zou een overstappunt worden met twee extra perrons terwijl het eilandperron langs deze sporen bij Moor Park zou worden gesloopt. De plannen hiervoor werden echter eind jaren negentig geschrapt.

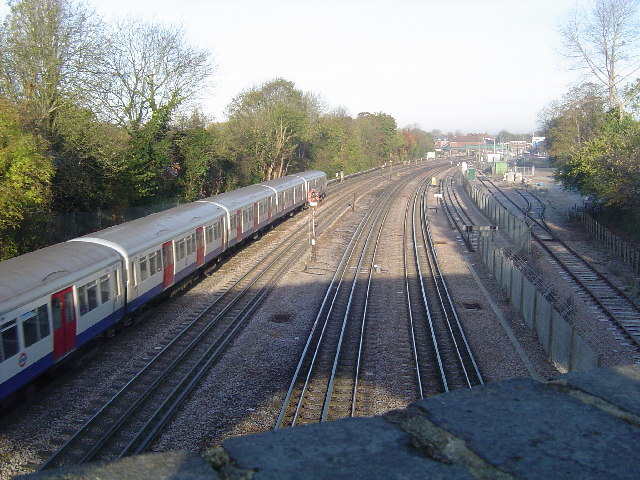
De opstelsporen ten zuiden van het station rechts van de doorgaande sporen.
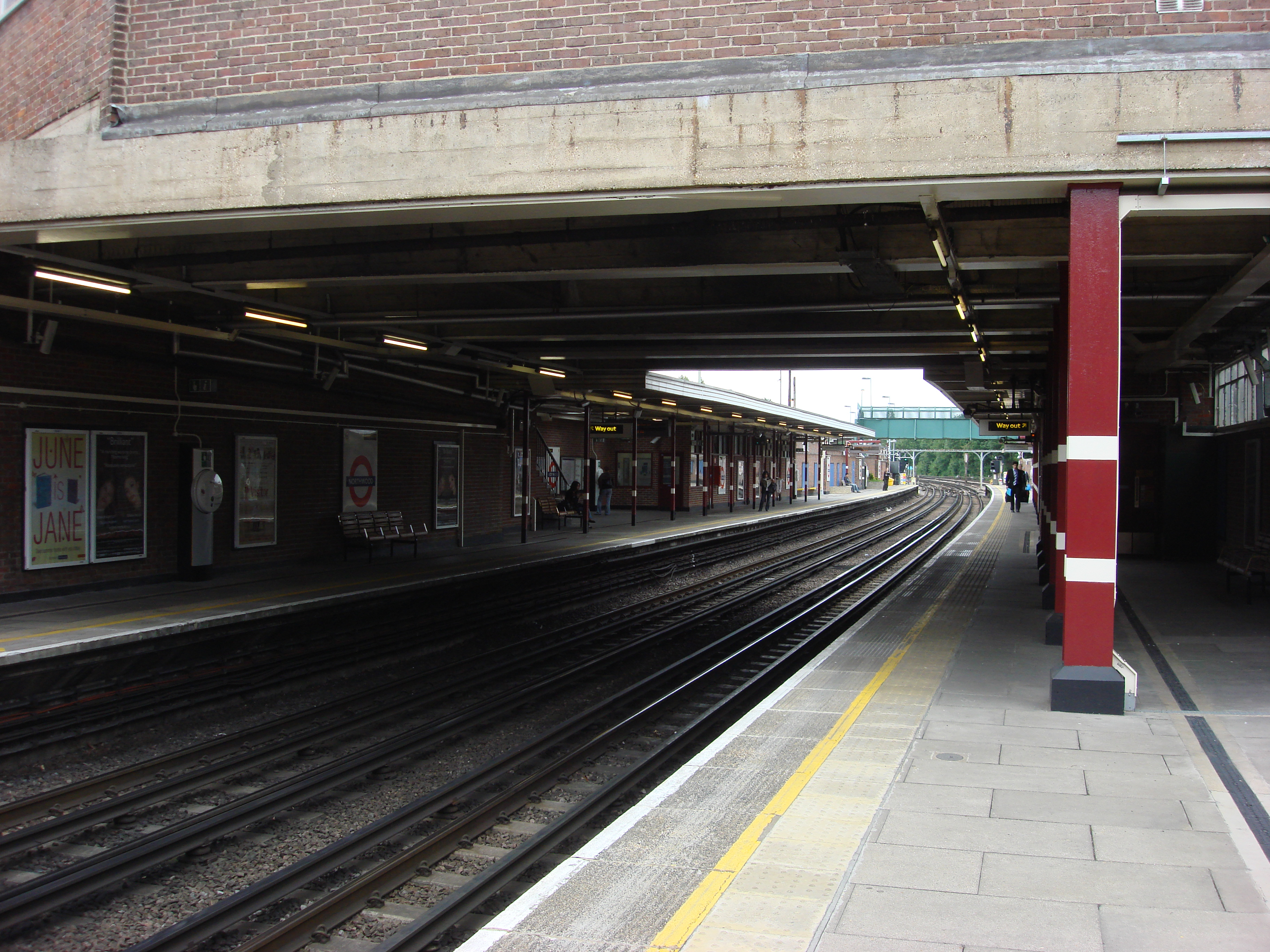
De sporen onder het stationsgebouw.
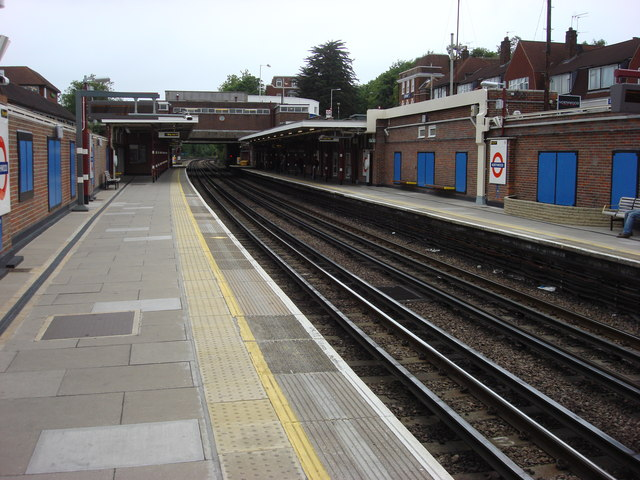
Perron en sporen gezien uit het zuiden.

## Ligging en inrichting
Het stationsgebouw ligt boven de sporen uit 1887 aan de noordkant van de perrons. Vlak ten noorden van het station kruist Green Lane, de hoofdstraat van Northwood, de sporen met een viaduct. De Metropolitan Line is de enige rechtstreekse verbinding tussen Northwood en de Londense binnenstad en neemt daarmee een sleutelpositie in in Metroland. De twee perrons langs de sporen uit 1887 zijn met vaste trappen verbonden met de stationshal, terwijl de sporen uit 1961, die gebruikt worden door de sneldiensten, geen perrons hebben in Northwood. Vlak ten zuiden van de perrons liggen opstelsporen aan de oostzijde die gebruikt werden voor metrodiensten die Northwood als eindpunt hadden. De goederenloods aldaar werd gesloopt om plaats te maken voor een parkeerterrein. De opstelsporen worden nog gebruikt als de metro's in verband met werkzaamheden of storingen bij Northwood moeten keren. Het af te voeren materieel A60/A62 en C69/C77 werd, op weg naar de sloop, vanaf de opstelsporen op vrachtwagens geladen. Ongeveer 500 meter ten noorden van het station kruist de metro de grens tussen Londen en Hertfordshire.

## Reizigersdienst
In noordelijke richting rijden de metro's naar Watford (4 ritten per uur), Amersham (2 ritten per uur) en Chesham (2 ritten per uur) treinen (tijdens piekuren stoppen 'snelle' treinen niet op stations tussen Harrow-on-the-Hill en Moor Park). In zuidelijke richting rijden de daldiensten over het algemeen 4 ritten per uur naar Baker Street en 4 ritten per uur naar Aldgate via Baker Street.